# Yoka Yoka Dance
Yoka Yoka Dance (よかよかダンス, Yoka-Yoka dansu) est la chanson d'ouverture de l'anime Dragon Ball Super et le 15e single du chanteur Batten Shojo Tai.

## Publication
La chanson a été publiée en format vinyle, cassette audio et en mini CD le 16 juillet 2016 au Japon uniquement. Le single contient le premier thème de Dragon Ball Super.

## Utilisation
La chanson a servi d'ouverture aux neuf premiers épisodes de la série télévisée Dragon Ball Super et aux neuf films dérivés. Le titre a aussi été produit dans plusieurs autres langues, dont une version anglaise interprétée par Hironobu Kageyama et publiée sur sa troisième compilation : Hironobu Kageyama Best Album 3: Mixture.